# Tuticanus major
Tuticanus major là một loài nhện trong họ Ctenidae.
Loài này thuộc chi Tuticanus. Tuticanus major được Eugen von Keyserling miêu tả năm 1879.